# Нагозела
Нагозела (порт. Nagozela)  —  район (фрегезия) в Португалии,  входит в округ Визеу. Является составной частью муниципалитета  Санта-Комба-Дан. Находится в составе крупной городской агломерации Большое Визеу. По старому административному делению входил в провинцию Бейра-Алта. Входит в экономико-статистический  субрегион Дан-Лафойнш, который входит в Центральный регион. Население составляет 528 человек на 2001 год. Занимает площадь 7,56 км².
Покровителем района считается Сеньора-да-Консейсан (порт. Senhora da Conceição). 

## История

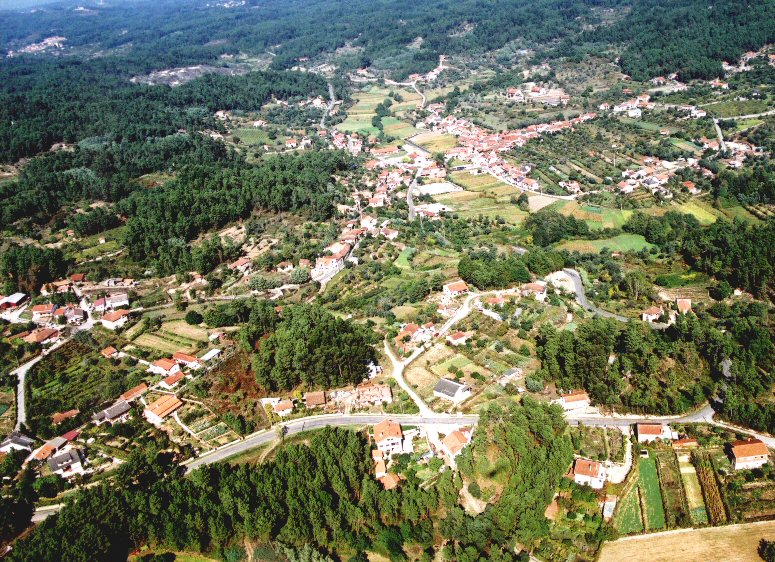

Район основан в 1984 году